# Marulo
Marulo (en gallego y oficialmente, O Marulo) es una aldea española situada en la parroquia de Brabío, del municipio de Betanzos, en la provincia de La Coruña, Galicia.

## Demografía
| Gráfica de evolución demográfica de Marulo entre 2000 y 2018 |
|                                                              |
| Datos según el nomenclátor publicado por el INE.             |